# Przedsionek w Kurzej Stopce na Wawelu
Przedsionek – jedno z pomieszczeń tzw. Kurzej Stopki, będącej częścią Zamku Królewskiego na Wawelu, wchodzące w skład ekspozycji Prywatnych Apartamentów Królewskich. XIV-wieczną sale odnawiano kolejno w XVI i XVII w., a w okresie międzywojennym oklejono ściany XVIII-wiecznymi kurdybanami, a plafony wypełniono malowidłami Zygmunta Waliszewskiego. W salach zachowały się pierwotne portale, pochodzące z ok. 1600 r.
Na ścianach wiszą dwa skrzydła tryptyku niderlandzkiego malarza Ambrosiusa Bensona (1. połowa XVI w.). Znajdujący się tu piec gdański pochodzi z XVIII stulecia. Meble głównie francuskie z XVIII w. (szafki, fotel tzw. caquetoire).